# New Smyrna Beach
New Smyrna Beach ist eine Stadt im Volusia County im US-Bundesstaat Florida mit 30.142 Einwohnern (Stand: 2020).

## Geographie
New Smyrna Beach liegt an der Ostküste Floridas direkt am Atlantischen Ozean sowie am Halifax River, der einen Teil des Intracoastal Waterway bildet. Die Stadt liegt rund 15 Kilometer südlich von Daytona Beach sowie 70 Kilometer nordöstlich von Orlando.

## Geschichte
New Smyrna Beach wurde 1768, kurz nachdem die Briten Ost-Florida 1763 erworben hatten, von dem schottischen Arzt und Geschäftsmann Andrew Turnbull gegründet, nachdem er von der Britischen Krone das Siedlungsgebiet übereignet bekam. Damals hieß es lediglich New Smyrna, benannt nach der Osmanischen Stadt im kleinasiatischen Geburtsort Smyrna (heute Izmir in der Türkei) seiner Frau Maria Gracia Turnbull. Es ist die älteste Stadt in Volusia County und eine der ältesten in ganz Florida. Aufgrund der Tatsache, dass sich bereits in den 1560er Jahren spanische Missionare in der Gegend niederließen, wird New Smyrna Beach auch oft als zweitälteste Stadt der USA bezeichnet.
Gründer Turnbull brachte rund 1255 Siedler aus Smyrna, den Griechischen Inseln, Italien und Menorca mit, um hier Indigo, Mais, Reis, Hanf und Baumwolle anzubauen. Obwohl die Kolonie relativ große Mengen an verarbeitetem Indigo herstellte, brach sie 1770, geschwächt durch Krankheiten, Meinungsverschiedenheiten und Übergriffe von einheimischen Indianern zusammen. Die restlichen 600 Siedler flohen 1770 ins nördlich gelegene St. Augustine, wo ihre Nachfahren bis heute leben. Turnbull verließ die Siedlung und setzte sich in Charleston (South Carolina) zur Ruhe.

## Demographische Daten
Laut der Volkszählung 2010 verteilten sich die damaligen 22.464 Einwohner auf 16.847 Haushalte. Die Bevölkerungsdichte lag bei 313,3 Einw./km². 90,8 % der Bevölkerung bezeichneten sich als Weiße, 5,9 % als Afroamerikaner, 0,3 % als Indianer und 1,1 % als Asian Americans. 0,5 % gaben die Angehörigkeit zu einer anderen Ethnie und 1,4 % zu mehreren Ethnien an. 2,8 % der Bevölkerung bestand aus Hispanics oder Latinos.
Im Jahr 2010 lebten in 16,7 % aller Haushalte Kinder unter 18 Jahren sowie in 45,1 % aller Haushalte Personen mit mindestens 65 Jahren. 57,1 % der Haushalte waren Familienhaushalte (bestehend aus verheirateten Paaren mit oder ohne Nachkommen bzw. einem Elternteil mit Nachkommen). Die durchschnittliche Größe eines Haushalts lag bei 2,01 Personen und die durchschnittliche Familiengröße bei 2,54 Personen.
12,3 % der Bevölkerung waren jünger als 20 Jahre, 17,0 % waren 20 bis 39 Jahre alt, 26,8 % waren 40 bis 59 Jahre alt und 40,8 % waren mindestens 60 Jahre alt. Das mittlere Alter betrug 54 Jahre. 47,9 % der Bevölkerung waren männlich und 52,1 % weiblich.
Das durchschnittliche Jahreseinkommen lag bei 49.625 $, dabei lebten 13,0 % der Bevölkerung unter der Armutsgrenze.
Im Jahr 2000 war Englisch die Muttersprache von 95,24 % der Bevölkerung, spanisch sprachen 2,84 % und 1,92 % hatten eine andere Muttersprache.

## Sehenswürdigkeiten
Folgende Objekte sind im National Register of Historic Places gelistet:
| - Airport Clear Zone Archeological Site - Blanchette Archeological Site - Coronado Historic District - El Real Retiro - First Presbyterian Church Archeological Site - Grange Archeological Site - Janet's Archeological Site - Moulton-Wells House - New Smyrna Beach Historic District - New Smyrna Sugar Mill Ruins | - Old Fort Park Archeological Site - Old Stone Wharf Archeological Site - St. Rita's Colored Catholic Mission - Sleepy Hollow Archeological Site - Turnbull Canal System - Turnbull Colonists' House Archeological Site - Turnbull Colonists' House No. 2 Archeological Site - Turtle Mound - White-Fox House Archeological Site - Woman's Club of New Smyrna |

## Verkehr
New Smyrna Beach wird von der Interstate 95, dem U.S. Highway 1 (SR A1A, SR 5) sowie der Florida State Road 44 durchquert. Außerdem führt die Güterbahnstrecke der Florida East Coast Railway durch die Stadt.
Der nächste Flughafen ist der rund 20 Kilometer nördlich gelegene Daytona Beach International Airport.

## Kriminalität
Die Kriminalitätsrate lag im Jahr 2010 mit 355 Punkten (US-Durchschnitt: 266 Punkte) im durchschnittlichen Bereich. Es gab einen Mord, drei Vergewaltigungen, 22 Raubüberfälle, 91 Körperverletzungen, 290 Einbrüche, 821 Diebstähle, 40 Autodiebstähle und drei Brandstiftungen.

## Persönlichkeiten

### Söhne und Töchter der Stadt
- Walter M. Miller, Jr. (1923–1996), Science-Fiction-Schriftsteller

### Mit dem Ort verbundene Persönlichkeiten
- Harold Blanchard (1930–2010), Komponist und Pianist
- Jack Mitchell (1925–2013), Fotograf
- Bob Ross (1942–1995), Maler